# Serrat del Bony de Cornera
El Serrat del Bony de Cornera és un serrat del terme municipal de la Torre de Cabdella, a la comarca del Pallars Jussà.
És la serra que tanca per migdia la cubeta glacial d'Estany Gento, i des del sud d'aquest estany, a 2.286 m. alt., puja cap al nord-est, per adreçar-se a la base de la Pala Pedregosa de Llessui, a 2.450 m. alt.